# Церква святителя Миколая Чудотворця (Шишківці)
Церква святителя Миколая Чудотворця в Шишківцях — парафія і храм Борщівського благочиння Тернопільської єпархії Православної церкви України в селі Шишківці Чортківського району Тернопільської области.
Оголошена пам'яткою архітектури місцевого значення (охоронний номер ?).

## Історія церкви
Храм був збудований у 1894 році. За часів радянської влади його закрили, а все церковне майно знищили. У 1990 році святиню знову відкрили для богослужінь.
Завдяки настоятелю та громаді села храм був повністю відновлений. Було зроблено розпис стін, позолочено іконостас, придбано тетрапод та іншу необхідну церковну атрибутику. Сестриці разом з іншими жінками прикрашали церкву вишиттям. Значний внесок у відновлення храму зробила родина Степана Попика.

## Парохи
- о. Василя Юзвак (1990—2009),
- о. Володимир Бакоцький (з 2009).